# Makovics Dénes
Makovics Dénes (Ózd, 1962. május 12. –) magyar zenész, egyetemi tanár, előadóművész; fúvóshangszereken játszik.

## Élete
Makovics Ferenc és Kriston Éva Klára gyermekeként született.
Középiskolai tanulmányait a Miskolci Konzervatóriumban végezte dzsessz-szaxofon szakon 1984-1987 között. 1994-1996 között a Liszt Ferenc Zeneművészeti Egyetem diákja volt a dzsessz tanszakon.
1986-1987 között illetve 1997-től a Bikini (együttes) tagja. 1988-ban Török Ádám (zenész) együttesében basszusgitáros volt. 1988-1991 között a Telegram együttes tagja volt. 1989-1991 között a Zeneművészeti Főiskola dzsessz tanszakán tanított. 1990-1991 között a Határőrség zenekarának tagja volt. 1991-1992 között több országban is fellépett (Dánia, Norvégia, Svédország, Finnország, Svájc). 1993-tól a Pege Aladár-kvartett tagja. 1993-1996 között az Oláh Kálmán Szextett együttesben játszott. 1996-ban megalapította a Jeff Porcaro Emlékzenekart, ahol basszusgitáros. 1996–tól a Police Band szólamvezető szaxofonosa.

## Lemezei
- Greg Földvári: Touch Wood (1993)
- Oláh Kálmán Sextett: Night silence (1995)
- Trio Midnight featuring Lee Konitz: On Trock (2000)
- Földvári Gergely Trió: Süss Fel Nap! (2002)

Lásd még: 